# 구로사와 히로키 (공수도인)
구로사와 히로키(黒澤浩樹, 1962년 9월 6일 ~ 2017년 3월 25일)는 일본의 공수도 선수이다. 도쿄도 시나가와구 출신. 도카이 대학 공학부 졸업.